# Oracles sibyllins
Ne doit pas être confondu avec Livres sibyllins.

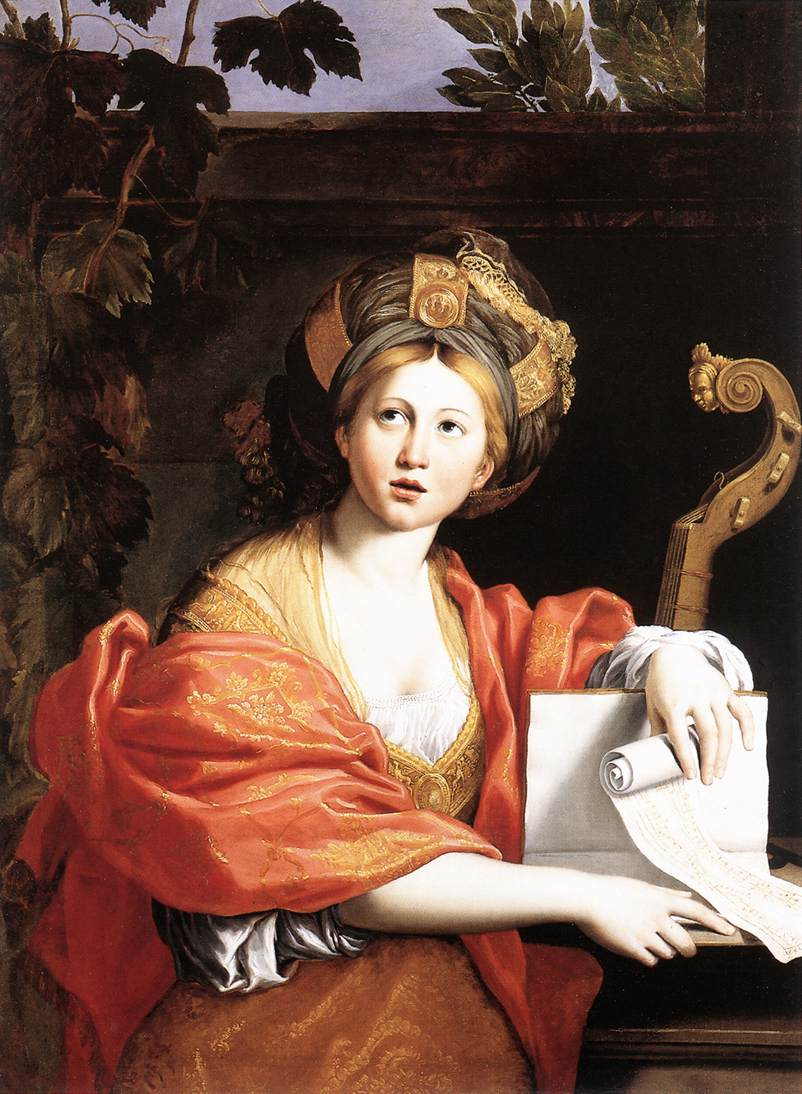
Une Sibylle imaginée par le peintre Domenichino.

Les Oracles sibyllins sont un recueil hétérogène de quatorze oracles, d'époques diverses et d'auteurs inconnus. Bien que versifiés en grec, ces textes s'inscrivent dans la tradition du discours apocalyptique antiromain, juif ou judéo-chrétien.
Certains relatent des événements historiques antiques. Ainsi, le treizième oracle consacre 60 vers sur 173 à évoquer le règne de l'empereur Philippe l'Arabe.
L’historien juif Flavius Josèphe, à la fin du Ier siècle, cite un extrait du livre III à propos de la Tour de Babel. L’apologiste chrétien  Athénagoras d'Athènes, dans sa Supplique au sujet des chrétiens adressée à l'empereur Marc Aurèle (176), cite le même passage textuellement, tout en s'excusant de ce que ce texte est certainement déjà bien connu de l’empereur.
Les Pères de l’Église font d’ailleurs souvent allusion aux oracles des sibylles : Théophile d'Antioche (vers l’an 180), Clément d'Alexandrie (vers l'an 200), Lactance (vers 305), et saint Augustin (ca. 400) semblent très familiers des écrits pseudo-sibyllins, qu'ils citent ou paraphrasent, en insérant ici et là « fils de Dieu ». Certains fragments n'ont finalement survécu que grâce aux citations des Pères de l’Église. 
Toutefois, selon la Catholic Encyclopedia, « ...le déclin et la disparition du paganisme leur firent perdre de l'importance et ils furent de moins en moins lus et recopiés, quoiqu'ils fussent connus et cités tout au long du Moyen Âge, en Orient comme en Occident. »
Ils n'appartiennent au canon biblique d'aucune Église.